# 草野站 (福島縣)
草野站（日语：／ Kusano eki */?）是位於日本福島縣磐城市平泉崎，屬於東日本旅客鐵道（JR東日本）常磐線的鐵路車站。

## 車站構造
本站為2面3線的地面車站，站內設有留置線供普通列車的車輛夜間留置。
在

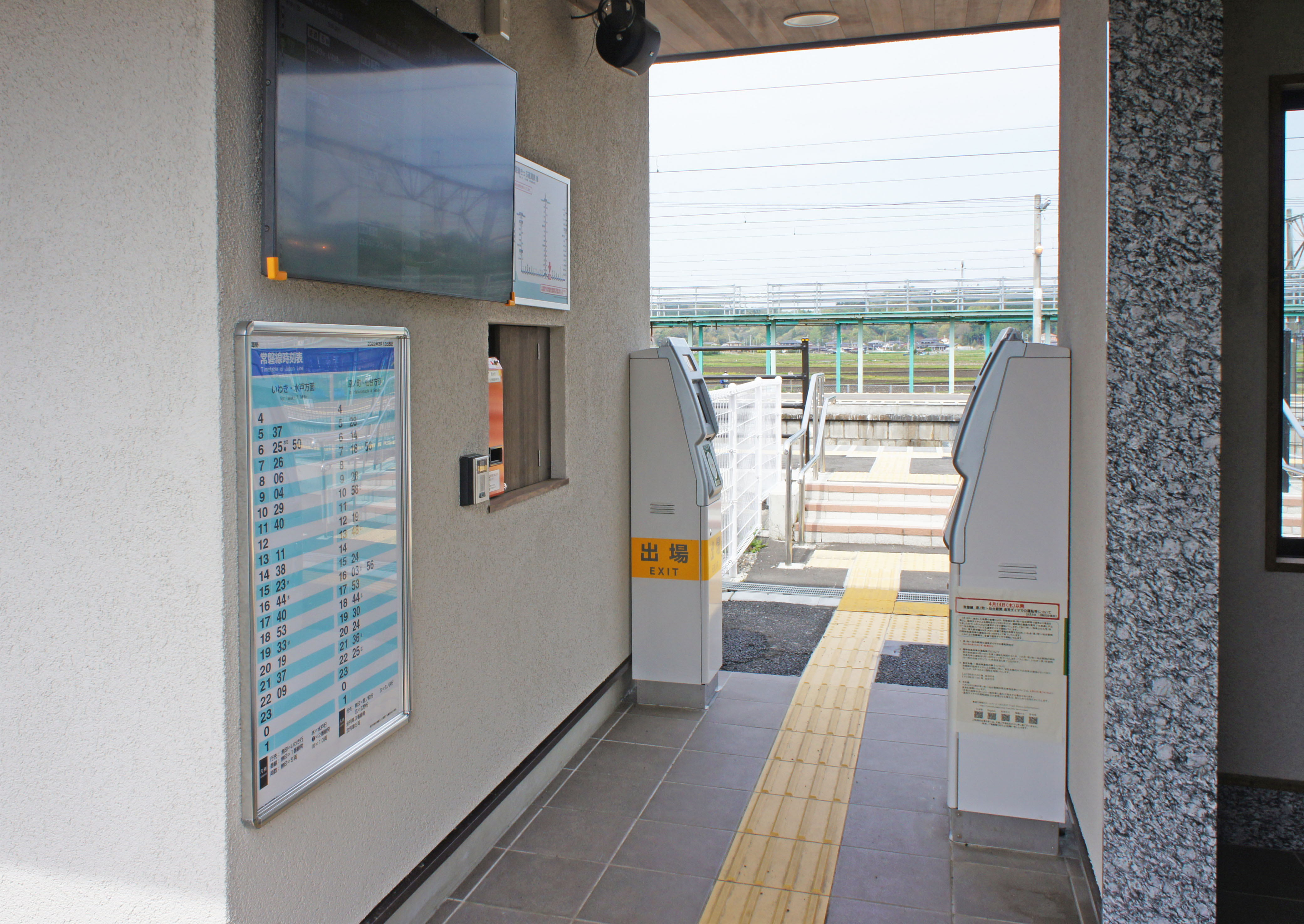
驗票口（2022年4月）
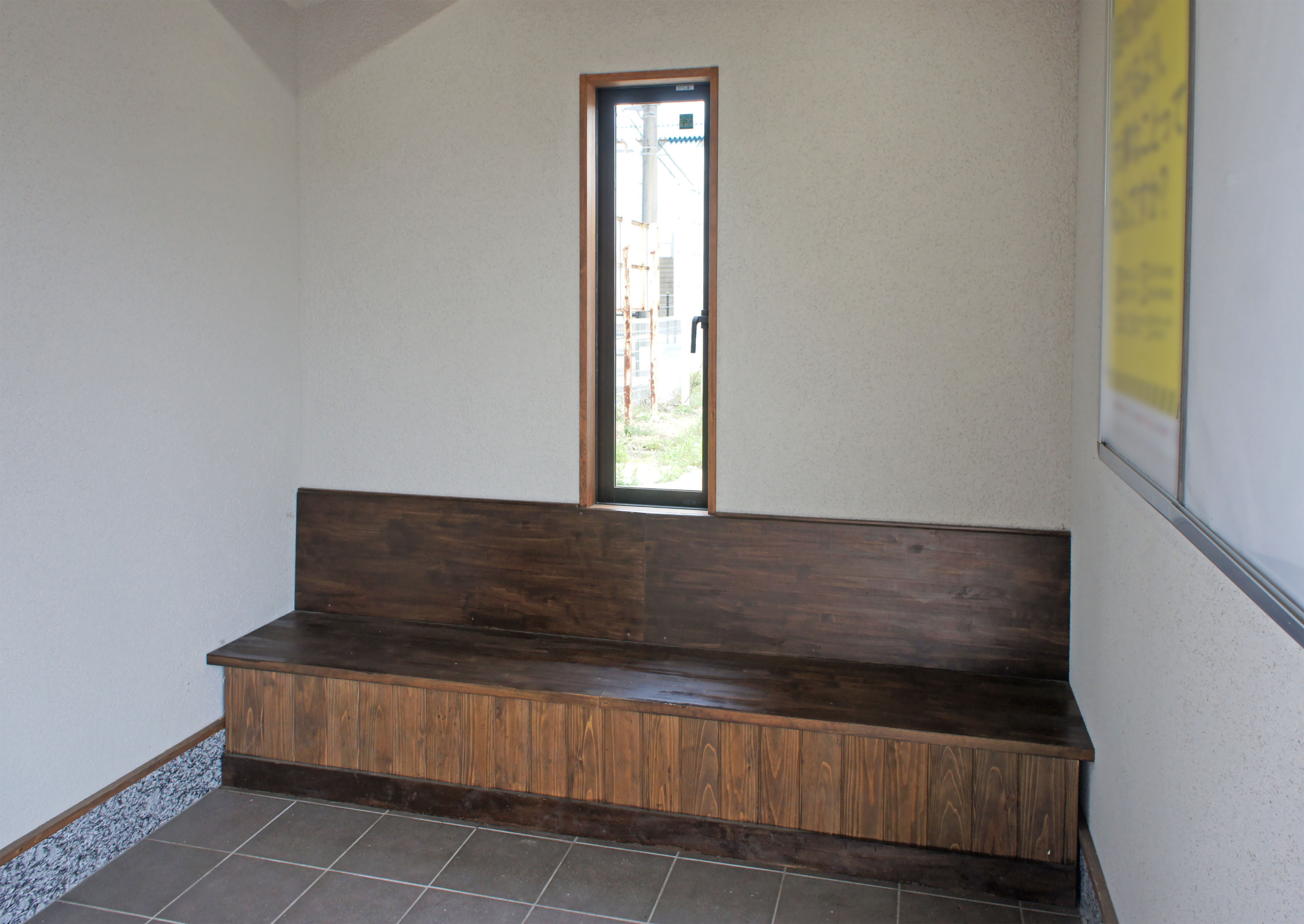
候車室内（2022年4月）
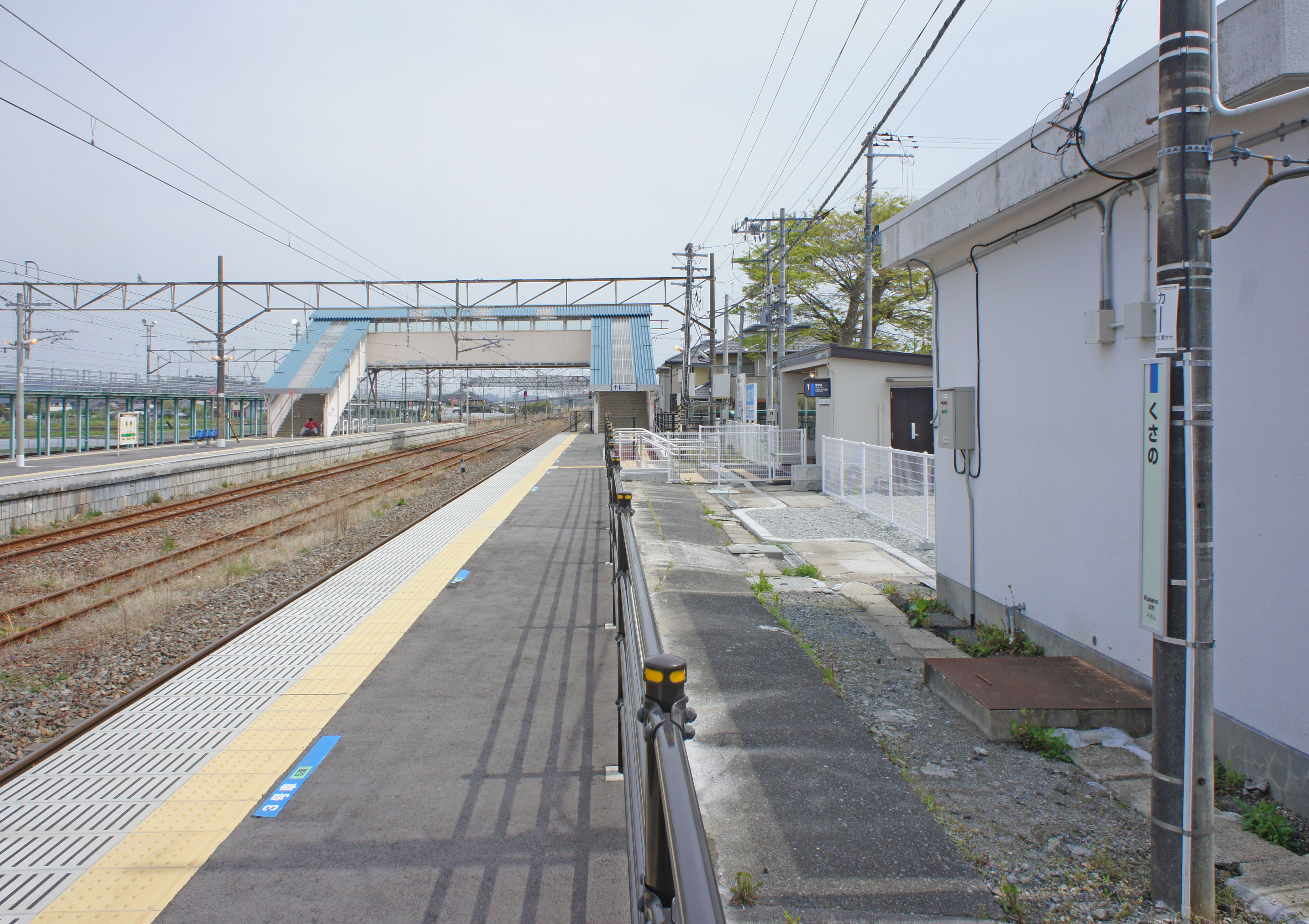
1號月台（2022年4月）
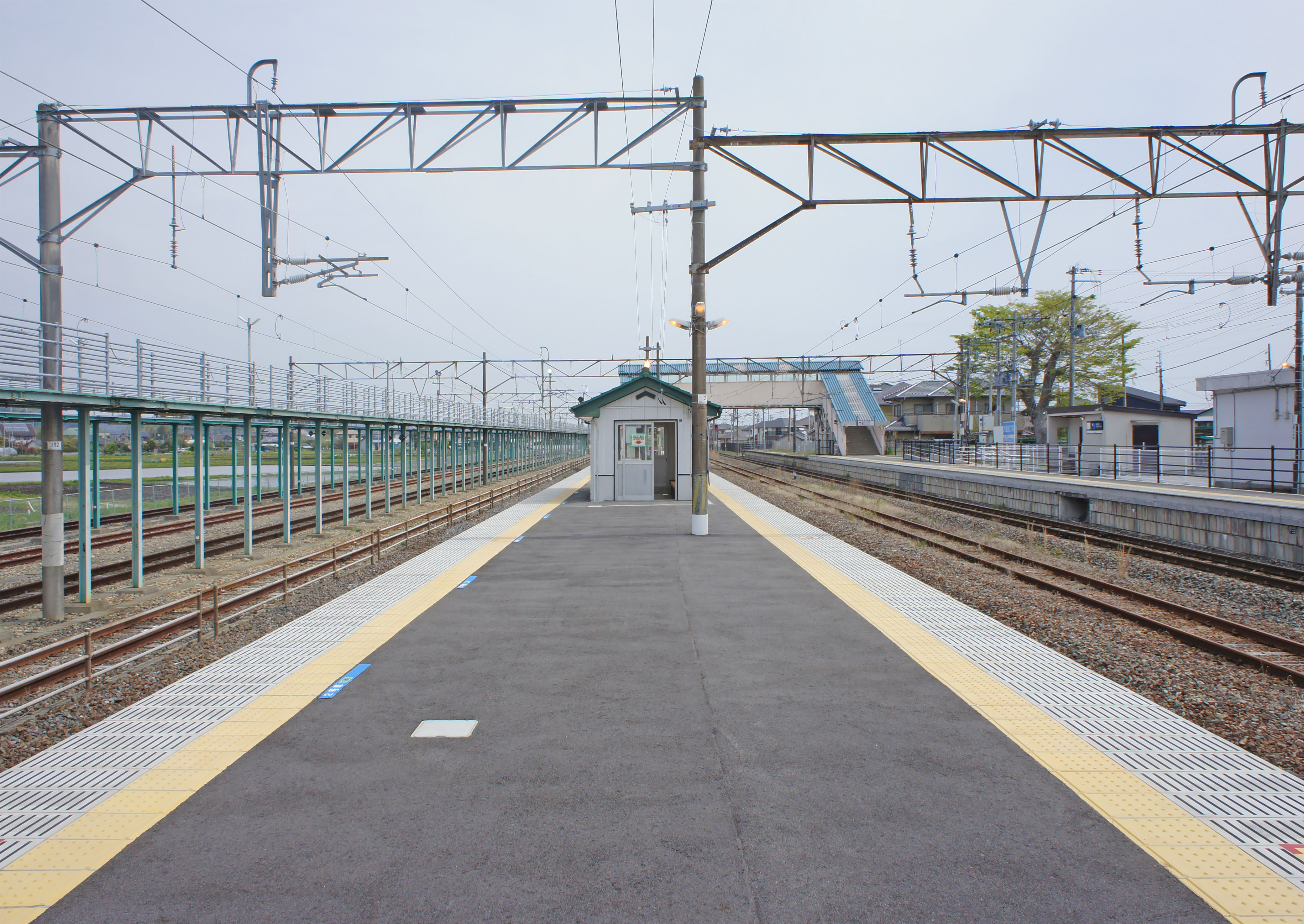
2號與3號月台（2022年4月）

### 月台配置
| 月台 | 路線    | 方向 | 目的地           |
| ---- | ------- | ---- | ---------------- |
| 1、2 | ■常磐線 | 上行 | 磐城、水戶方向   |
| 3    | ■常磐線 | 下行 | 原之町、仙台方向 |

（來源：JR東日本:車站構內圖 （页面存档备份，存于））
- 此站始發列車使用2號月台。

## 使用情況
根據JR東日本，2000年度（平成12年度）- 2018年度（平成30年度）1日平均上車人次推移如下表。
| 上車人次推移       | 上車人次推移     | 上車人次推移    |
| 年度               | 1日平均 上車人次 | 來源            |
| ------------------ | ---------------- | --------------- |
| 2000年（平成12年） | 584              | [ 利用客数 1 ]  |
| 2001年（平成13年） | 548              | [ 利用客数 2 ]  |
| 2002年（平成14年） | 567              | [ 利用客数 3 ]  |
| 2003年（平成15年） | 522              | [ 利用客数 4 ]  |
| 2004年（平成16年） | 502              | [ 利用客数 5 ]  |
| 2005年（平成17年） | 467              | [ 利用客数 6 ]  |
| 2006年（平成18年） | 451              | [ 利用客数 7 ]  |
| 2007年（平成19年） | 449              | [ 利用客数 8 ]  |
| 2008年（平成20年） | 455              | [ 利用客数 9 ]  |
| 2009年（平成21年） | 455              | [ 利用客数 10 ] |
| 2010年（平成22年） | 424              | [ 利用客数 11 ] |
| 2011年（平成23年） |                  |                 |
| 2012年（平成24年） | 383              | [ 利用客数 12 ] |
| 2013年（平成25年） | 392              | [ 利用客数 13 ] |
| 2014年（平成26年） | 389              | [ 利用客数 14 ] |
| 2015年（平成27年） | 422              | [ 利用客数 15 ] |
| 2016年（平成28年） | 414              | [ 利用客数 16 ] |
| 2017年（平成29年） | 407              | [ 利用客数 17 ] |
| 2018年（平成30年） | 397              | [ 利用客数 18 ] |

## 相鄰車站
東日本旅客鐵道（JR東日本）
■常磐線
磐城－草野－四倉

### 使用情況
1. ↑  . 東日本旅客鉄道.   [2019-03-04]. （原始内容存档于2019-04-02）.
2. ↑  . 東日本旅客鉄道.   [2019-03-04]. （原始内容存档于2019-02-22）.
3. ↑  . 東日本旅客鉄道.   [2019-03-04]. （原始内容存档于2019-04-02）.
4. ↑  . 東日本旅客鉄道.   [2019-03-04]. （原始内容存档于2019-03-27）.
5. ↑  . 東日本旅客鉄道.   [2019-03-04]. （原始内容存档于2019-02-23）.
6. ↑  . 東日本旅客鉄道.   [2019-03-04]. （原始内容存档于2019-04-02）.
7. ↑  . 東日本旅客鉄道.   [2019-03-04]. （原始内容存档于2019-04-02）.
8. ↑  . 東日本旅客鉄道.   [2019-03-04]. （原始内容存档于2019-04-02）.
9. ↑  . 東日本旅客鉄道.   [2019-03-04]. （原始内容存档于2019-02-22）.
10. ↑  . 東日本旅客鉄道.   [2019-03-04]. （原始内容存档于2019-04-02）.
11. ↑  . 東日本旅客鉄道.   [2019-03-04]. （原始内容存档于2019-04-02）.
12. ↑  . 東日本旅客鉄道.   [2019-03-04]. （原始内容存档于2019-04-02）.
13. ↑  . 東日本旅客鉄道.   [2019-03-04]. （原始内容存档于2017-02-08）.
14. ↑  . 東日本旅客鉄道.   [2019-03-04]. （原始内容存档于2019-04-02）.
15. ↑  . 東日本旅客鉄道.   [2019-03-04]. （原始内容存档于2019-03-23）.
16. ↑  . 東日本旅客鉄道.   [2019-03-04]. （原始内容存档于2019-03-27）.
17. ↑  . 東日本旅客鉄道.   [2018-07-06]. （原始内容存档于2019-03-25）.
18. ↑  . 東日本旅客鉄道.   [2019-07-06]. （原始内容存档于2019-07-05）.

## 外部連結
- 車站資訊（草野）：東日本旅客鐵道